# Paralympiska sommarspelen 2008

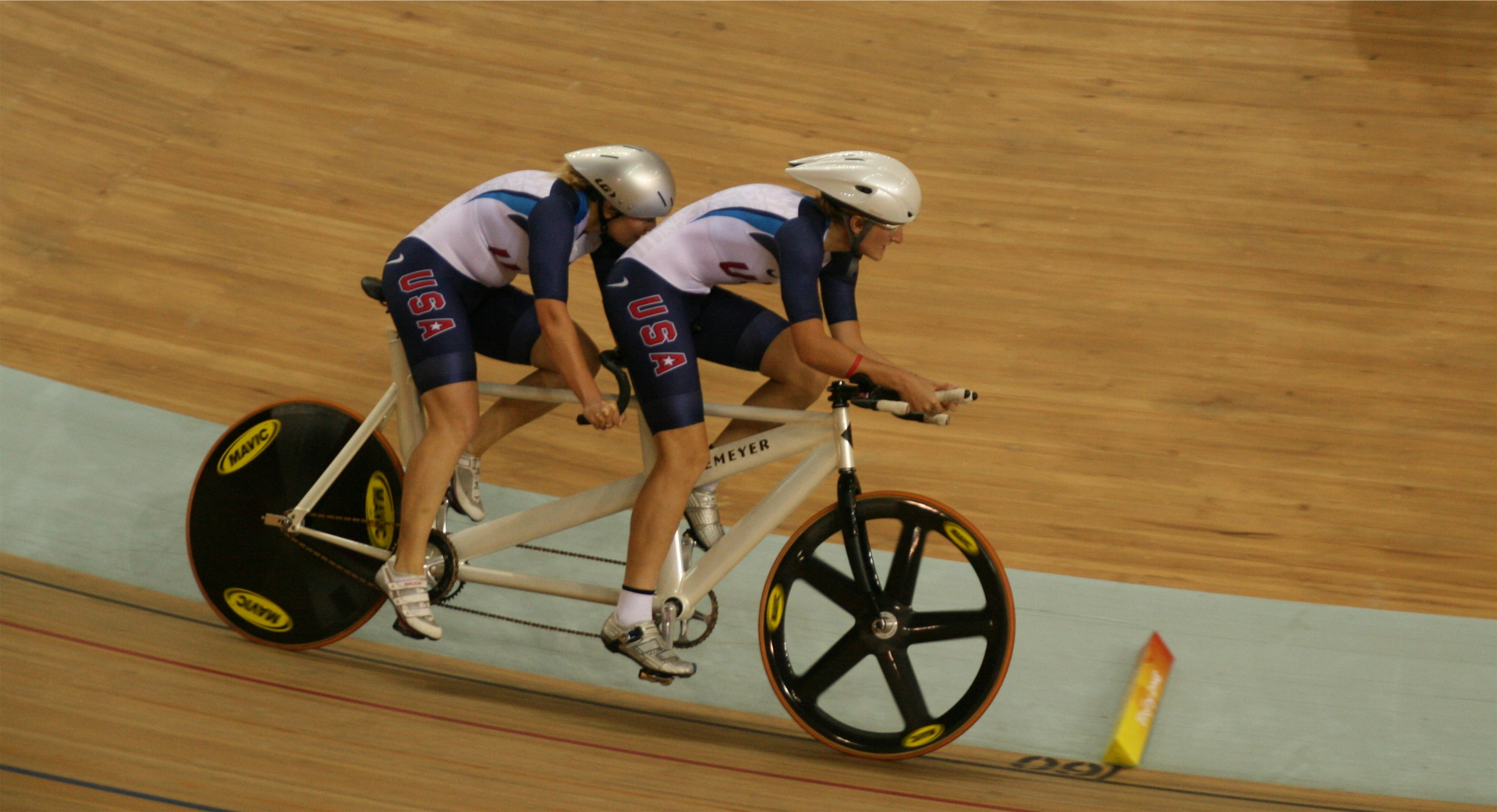
Karissa Whitsell och Mackenzie Woodring under paralympiska sommarspelen 2008.

Paralympiska sommarspelen 2008 hölls i Peking i Folkrepubliken Kina mellan 6 och 17 september 2008, och var de trettonde paralympiska sommarspelen.
Slogan för evenemanget var "En värld, en dröm", samma som för olympiska sommarspelen 2008. 20 sporter tillhörde paralympiska sommarspelen 2008:

## Arenor
Huvudarena för spelen var, precis som i olympiska sommarspelen 2008, Pekings Nationalstadion, där såväl invigning som avslutning hölls. Dessutom tävlade friidrotten där. De flesta andra arenor som användes låg i området runt huvudarenan, Olympiaparken, där också den olympiska byn och presscentret låg. Vissa sporter tävlades det i dock på andra håll i Peking.
De enda sporter som det inte tävlades i Peking var ridsporten, som tävlade på Shatin-stadion i Hongkong, och seglingen som höll till på seglingscentret i Qingdao.

## Sporter
| - Boccia - Bordtennis - Bågskytte - Cykling - Fotboll, 2 olika sporter - Goalball - Judo - Ridsport - Rodd (första gången som paralympisk gren) - Rullstolsbasket | - Rullstolsfäktning - Rullstolslöpning - Rullstolsrugby - Rullstolstennis - Segling - Simning - Skytte - Styrkelyft - Volleyboll |

## Kalender
Varje blå box representerar en tävling, exempelvis ett kval, den dagen. De gula boxarna representerar en prisutdelning för en sport. Eventuell siffra i boxen representerar antalet finaler som hålls den dagen och "R" står för rankning.
| ● | Öppningsceremoni | ● | Tävling | ● | Grenfinal | ● | Avslutningsceremoni |

| September          | 6 | 7 | 8 | 9 | 10 | 11 | 12 | 13 | 14 | 15 | 16 | 17 | Arena                                                                          |
| ------------------ | - | - | - | - | -- | -- | -- | -- | -- | -- | -- | -- | ------------------------------------------------------------------------------ |
| Ceremonier         | ● |   |   |   |    |    |    |    |    |    |    | ●  |                                                                                |
| Bågskytte          |   |   |   | R |    |    |    |    |    |    |    |    | Olympic Green Archery Field                                                    |
| Boccia             |   |   |   |   |    |    |    |    |    |    |    |    | Fencing Hall                                                                   |
| Bordtennis         |   |   |   |   |    |    |    |    |    |    |    |    | Peking University Gymnasium                                                    |
| Cykelsport (väg)   |   |   |   |   |    |    |    |    |    |    |    |    | Laoshan Velodrome                                                              |
| Cykelsport (övrig) |   |   |   |   |    |    |    |    |    |    |    |    | Laoshan Velodrome                                                              |
| Fotboll (5-a-Side) |   |   |   |   |    |    |    |    |    |    |    |    | Olympic Green Hockey Field (B)                                                 |
| Fotboll (7-a-Side) |   |   |   |   |    |    |    |    |    |    |    |    | Olympic Green Hockey Field (A)                                                 |
| Friidrott          |   |   |   |   |    |    |    |    |    |    |    |    | Beijing National Stadium                                                       |
| Goalball           |   |   |   |   |    |    |    |    |    |    |    |    | Beijing Institute of Technology Gymnasium                                      |
| Judo               |   |   |   |   |    |    |    |    |    |    |    |    | Workers' Indoor Arena                                                          |
| Ridsport           |   |   |   |   |    |    |    |    |    |    |    |    | Hong Kong Equestrian Venue                                                     |
| Rodd               |   |   |   |   |    |    |    |    |    |    |    |    | Shunyi Olympic Rowing-Canoeing Park                                            |
| Rullstolsbasket    |   |   |   |   |    |    |    |    |    |    |    |    | National Indoor Stadium University of Science and Technology Beijing Gymnasium |
| Rullstolsfäktning  |   |   |   |   |    |    |    |    |    |    |    |    | Fencing Hall                                                                   |
| Rullstolsrugby     |   |   |   |   |    |    |    |    |    |    |    |    | University of Science and Technology Beijing Gymnasium                         |
| Rullstolstennis    |   |   |   |   |    |    |    |    |    |    |    |    | Olympic Green Tennis Center                                                    |
| Segling            |   |   |   |   |    |    |    |    |    |    |    |    | Qingdao International Marina                                                   |
| Skytte             |   |   |   |   |    |    |    |    |    |    |    |    | Beijing Shooting Range Hall                                                    |
| Simning            |   |   |   |   |    |    |    |    |    |    |    |    | National Aquatics Center                                                       |
| Styrkelyft         |   |   |   |   |    |    |    |    |    |    |    |    | Beijing University of Aeronautics & Astronautics Gymnasium                     |
| Volleyboll         |   |   |   |   |    |    |    |    |    |    |    |    | China Agriculture University Gymnasium                                         |
| September          | 6 | 7 | 8 | 9 | 10 | 11 | 12 | 13 | 14 | 15 | 16 | 17 | -                                                                              |

## Medaljtoppen
De första tio placeringarna:
| Plac. | Land           | Guld | Silver | Brons | Totalt antal medaljer | Placering efter antal medaljer |
| ----- | -------------- | ---- | ------ | ----- | --------------------- | ------------------------------ |
| 1.    | Kina           | 89   | 70     | 52    | 211                   | 1                              |
| 2.    | Storbritannien | 42   | 29     | 31    | 102                   | 2                              |
| 3.    | USA            | 36   | 35     | 28    | 99                    | 3                              |
| 4.    | Ukraina        | 24   | 18     | 32    | 74                    | 5                              |
| 5.    | Australien     | 23   | 29     | 27    | 79                    | 4                              |
| 6.    | Sydafrika      | 21   | 3      | 6     | 30                    | 13                             |
| 7.    | Kanada         | 19   | 10     | 21    | 50                    | 10                             |
| 8.    | Ryssland       | 18   | 23     | 22    | 63                    | 6                              |
| 9.    | Brasilien      | 16   | 14     | 17    | 47                    | 11                             |
| 10.   | Spanien        | 15   | 21     | 22    | 58                    | 8                              |